# Григорий II Юсеф
Григорий II Юсеф (в миру Ханна Юсеф Сайур, араб. حنا يوسف سيور‎; 17 октября 1823 — 13 июля 1897) — патриарх Мелькитской грекокатолической церкви с 29 сентября 1864 года по 13 июля 1897 года. Официальный титул — Его Блаженство Патриарх Антиохии и всего Востока, Александрии и Иерусалима. В период своего патриаршества Григорий неоднократно конфликтовал с Римом, проводил меры по укреплению и реформы в Мелькитской церкви. Участвовал в Первом Ватиканском соборе (1869—1870), где выступил как защитник прав Восточнокатолических церквей. Григорий II вошёл в историю как один из наиболее активных патриархов Мелькитской церкви, став  одним из защитников традиций и автономии мелькитов в Католической церкви. К концу патриаршества Григория II (1897 год) количество епархий церкви достигло пятнадцати.

## Биография
Ханна Юсеф Сайур родился 17 октября 1823 года в египетском городе Розетта близ Александрии. 11 июня 1854 года был рукоположен в священника, а 13 ноября 1856 года был хиротонисан в епископа Акки. В 1864 году епископ Юсеф Сауйр был избран патриархом Мелькитской грекокатолической церкви, а 27 марта 1865 года его полномочия были подтверждены папой римским. Умер 13 июля 1897 года в Дамаске. 
На период патриаршества Григория II пришлось распространение латинского влияния на церковную жизнь униатов: введение римско-католических церковных праздников, использование латинских элементов (орган) в богослужении и т. д. Несмотря на то, что патриарх поддерживал введение григорианского календаря в Мелькитской церкви, он стал активным защитником автономии и прав восточнокатолических церквей. При Григории II расширилось присутствие Мелькитской церкви (были созданы епархия Банияса и епархия Триполи). Также при патриаршестве Григория II были изданы труды по истории Мелькитской церкви, а также проведена работа по переводу и изданию арабской Минеи (1881—1883) и редактированию Часослова (1883). Григорий II также уделял большое внимание церковному образованию. В годы его патриаршества были открыты коллегия свт. Иоанна Златоуста в Бейруте (1865) и коллегия прп. Иоанна Дамаскина в Дамаске. В 1882 году в Иерусалиме была открыта семинария св. Анны для подготовки арабского униатского духовенства. 

### Участие в Первом Ватиканском соборе и отстаивание прав униатов
Патриарх Григорий II вместе со своим предшественником Климентом Бахусом и восемью мелькитскими епископами, прибыл в Рим для участия в Первом Ватиканском соборе. В ходе соборных дискуссий о папской безошибочности в вопросах веры и морали, 18 января 1870 года пятнадцать восточнокатолических епископов во главе с Григорием II призвали папу Пия IX оставаться верным решениям Флорентийского собора, усматривая в догмате о непогрешимости папы угрозу чрезмерной централизации власти в церкви. По этому поводу Григорий II выказывал озабоченность:

В Риме нам всегда обещали уважать нашу автономию, наши обряды, нашу дисциплину и удовлетворяться лишь нашим признанием первенства римского понтифика. В Риме никогда не держат своих обещаний...
14 июня 1870 года Григорий II раскритиковал догмат о папской непогрешимости и выступил с призывом к отцам Собора не принимать столь значительные нововведения, особенно обратив внимание на недопустимость анафемы для восточных христиан. В итоге Первый Ватиканский собор всё же провозгласил папскую безошибочность в вопросах веры и морали (137 отцов Собора были против, а более 400 высказались в его поддержку), но патриарх Григорий II покинул Рим до окончания соборных заседаний. В конечном итоге в феврале 1871 года Григорий II, согласился с соборными решениями, особо подчеркнув необходимость сохранения всех прав и привилегий (лат. salvis omnibus juribus et privilegiis patriarchum) униатских патриархов, гарантированных папской буллой о Флорентийской унии.
24 октября 1894 года Григорий II Юсеф на конференции в Риме, посвящённой положению восточных церквей выступил с критикой миссионерской политики Ватикана и инициативами по защите восточных литургических обрядов, а также вновь призвал уважать власть униатских патриархов, которая должна сохраняться «в чистом и неприкосновенном виде... те привилегии и те права, которые предоставил им [патриархам] Флорентийский собор». Критикуя «восточную политику» Рима патриарх обвинил католических миссионеров в насмешках над византийским обрядом и неверной манерой общения с раскольниками. Позиция Григория II и понтификат папы Льва XIII (1878—1903) привели к ослаблению латинизации среди мелькитов и изданию папской энциклики «Orientalium dignitas» (1894) о защите традиционных обрядов восточных католиков.